# NGC 822
NGC 822 este o galaxie eliptică situată în constelația Phoenix. A fost descoperită în 5 septembrie 1834 de către John Herschel. Se află la o distanță de 71,9 de megaparseci de Pământ.